# Aphaniotis acutirostris
Aphaniotis acutirostris es una especie de iguanios de la familia Agamidae.

## Distribución geográfica
Es endémica de Sumatra, Nías, las islas Mentawai y Borneo (Indonesia).

## Estado de conservación
Se encuentra amenazada por la pérdida de su hábitat natural.